# 로보트왕 썬샤크
《로보트왕 썬샤크》는 1985년 대한민국의 반공 애니메이션 영화이다.

## 줄거리
대한민국의 어느 산골에서 조선민주주의인민공화국에서 보낸 무장간첩들이 어느 집에 들이닥쳐 혼자 있는 아이들을 구타한 일이 벌어지고 이에 대한민국 예비군들이 출동하여 무장간첩들에게 맞서 싸우게 된다. 이때 다른 곳에서 우연히 야영 중이였던 아이들은 총 소리로 인해 공포에 질려있다가 잠이 들게 된다. 그러다 마침 이곳에 드나들던 외계인류와 만나게 되어 썬샤크(Sun Shark)라는 전투기에 올라타고 조선민주주의인민공화국의 지도자 혹부리 수령(김일성)과 그를 돕던 스펙터 군단과 맞서 싸우게 된다.
한편, 스펙터는 우연히 혹부리 수령과 만나 함께하였지만 사실은 그를 이용하여 지구를 정복하려 한 것이였다. 그러나 썬샤크와 싸우던 조선인민군과 스펙터 군단이 전멸해가면서 이에 열받은 혹부리 수령은 스펙터에게 총살 지시를 내려 스펙터는 비참한 죽음을 맞게 된다. 그리고 조선인민군의 전차 부대인 특수 8군단을 출동시키고 썬샤크는 다른 로봇들과 합체하여 전차 부대를 전멸시켜 전투에서 승리한다.
하지만 이것은 모두 주인공의 꿈이였고 이때 이 지역에서 대한민국 예비군이 행군하는 장면을 마지막으로 막을 내린다.

## 등장인물
- 대한민국 예비군

실사로 처리된 첫 장면과 마지막 장면에 나오며 첫 장면에서 조선민주주의인민공화국에서 온 무장간첩들과 교전한다.
- 아그네스, 이리아

오로라 별에서 온 외계인간들로 스펙터가 핵 전쟁을 일으킨 바람에 이를 정화할 산소 유전자를 구하기 위해 지구로 내려왔고 이때 우연히 만난 주인공 일행들과 함께하여 조선인민군과 스펙터 군단에게 맞서게 된다.
- 혹부리 수령

김일성을 본딴 조선민주주의인민공화국의 주석이자 작품 속 악역. 대한민국을 전복시키고 적화통일을 꿈꾸고 있으며 썬샤크 일행을 쫓는 스펙터와 우연히 만나 협력한다.
- 스펙터(Spector)

외계인간으로 자신의 계획을 방해하는 썬샤크 일행을 물리치러 지구에 도착해 우연히 혹부리 수령을 만나 협력한다. 그러나 속으로는 그를 이용할 계획이였으나 조선인민군과 스펙터 군단이 전멸 직전에 이르자 매우 화가난 혹부리 수령으로부터 집단총살을 당한다.

## 스탭
- 제작: 제3광고
- 제작: 윤수일
- 기획: 최윤복
- 각본: 박승철
- 구성: 배창기
- 원화: 임동원
- 동화: 이종성
- 선화: 박부전
- 채화: 김명옥
- 미술효과: 배상중
- 배경: 오응환
- 촬영: 허태희
- 야외촬영: 강호
- 조명: 김정주
- 출연: 노성욱, 홍승희, 고은미, 서준호, 차지은, 김형주, 이종명, 김은숙, 금사룡, 이완주, 김운한, 임기일, 최은숙, 이영우
- 현상: 광해현상소
- 편집: 현대원
- 음악: 정민섭
- 녹음: 청맥녹음실
- 음향효과: 조인영
- 협찬: 진양과학교재사
- 찬조: 용인군 외사면대 예비군
- 진행: 박현주
- 감독: 박승철